# Áp kế áp suất khí quyển
Áp kế áp suất khí quyển, Phong vũ biểu khí quyển hay Barograph là áp kế ghi lại áp suất khí quyển theo thời gian ở dạng thống kê. Thiết bị này từng được dùng để ghi lại liên tục thông số áp suất khí quyển. Thành phẩn cảm biến áp lực, một khối trụ có thể tháo rời được, sử dụng một phong vũ biểu không gian để di chuyển bút hoặc kim để tạo ra một biểu đồ thay đổi áp suất.